# Произведение с недоступным правообладателем в США

Печать Бюро авторского права США

Произведение с недоступным правообладателем является защищенным авторским правом произведением, владельца прав на которое невозможно определить или с которым невозможно установить контакт. Данные ограничения часто означают, что такие «бесхозные произведения» не могут быть использованы в новых работах либо подвергнуты оцифровке, за исключением случаев, когда могут быть применены исключения, связанные с добросовестным использованием. Проблему использования таких произведений неоднократно пытались решить в США. Однако до недавнего времени публичные библиотеки не могли распространять в цифровом виде «бесхозные» книги из-за риска быть оштрафованными на сумму до $150 000, если владелец авторских прав обнаруживал себя. Вопрос рассматривался в деле Authors Guild et al. v. Google в 2011 году.

## История вопроса
Произведения с недоступным правообладателем возникла в США после принятия Закона об авторском праве 1976 года, в котором была отменена необходимость регистрации охраняемых авторским правом произведений. Вместо этого, согласно параграфу 102 статьи 17 Кодекса США, все «оригинальные работы, авторство которых зафиксировано на любом осязаемом носителе» автоматически получают защиту авторских прав. Новый закон существенно упростил получение и обеспечение защиты авторских прав в сравнении с предыдущим Законом об авторском праве 1909 года. Он также сделал ненужной для определения и отслеживания правообладателей централизованную регистрационную систему, но одновременно создал трудности связи с авторами, если это лицо или организация достоверно не установлены. Таким образом, любое использование «бесхозных работ» за пределами допущений добросовестного использования стало потенциальным нарушением авторских прав. Возможные пользователи произведений зачастую не готовы взять на себя риск нарушения авторских прав, поэтому должны самостоятельно устанавливать правовой статус каждой работы, которую планируют использовать.
По мнению некоторых источников, такой подход не удовлетворяет интересам общества; он ограничивает доступность произведений для общественности. Он также не способствует созданию новых произведений, основанных на существующих произведениях. Авторы, имеющие желание использовать «бесхозную работу», часто отказываются от подобного намерения, опасаясь, что им придется заплатить огромную сумму в качестве возмещения ущерба, если владелец когда-нибудь появится; риск дополнительной ответственности или судебного разбирательства может быть слишком высоким. Это делает работу историков, архивистов, художников, ученых и издателей значительно сложнее и затратнее, чем необходимо. Та же проблема касается Википедии, где, например, владелец авторских прав на фотографию, которой проиллюстрировали статью, может быть неизвестен.
Ограниченные привилегии имеют библиотеки и архивы, которые согласно параграфу 108 статьи 17 имеют право делать копии отдельных произведений неизвестных авторов.

## Исследование Бюро авторского права США 2006 года
В январе 2006 года Бюро авторского права США опубликовало доклад о произведениях с недоступным правообладателем. Этот доклад стал итогом годичного исследования, проведенного бюро, с привлечением данных, полученных по итогам открытых обсуждений
Бюро заключило, что для решения проблемы необходимо принятие нового законодательства. В нём, в частности, должно быть закреплено положение, что некоммерческая организация, например, библиотека, использовавшая произведение неустановленного автора, освобождается от штрафа, если правообладатель объявился, при условии прекращения дальнейшего использования произведения. В случае коммерческого использования произведения неустановленного автора, если правообладатель объявился, должна взиматься «разумная компенсация» из прибыли, а использование произведения в дальнейшем разрешено.
Предлагаемое решение считается выгодным для издателей и невыгодным для архивистов и ученых.

## Законодательство
Начиная с мая 2006 года в Конгресс было внесено несколько различных законопроектов, направленных на решение проблемы «бесхозных произведений». По состоянию на 2015 год ни один из них в качестве закона не принят.

### Законопроект 2006 года
Закон о произведениях с недоступным правообладателем 2006 года H. R. 5439 был представлен 22 мая 2006 года Ламаром Смитом, главой подкомитета по интеллектуальной собственности юридического комитета Конгресса. Этот законопроект основывался непосредственно на рекомендациях Бюро авторского права США, в том числе включал концепцию «разумной компенсации» для вновь установленных правообладателей. В проект также были внесены предложения со стороны общественности, касающиеся защиты визуальных произведений искусства. Законопроект был передан на рассмотрение полного состава юридического комитета и дальше не продвинулся.

### Законопроект 2008 года
Закон о произведениях с недоступным правообладателем 2008 года H. R. 5889 был представлен 24 апреля 2008 года тремя членами Палаты представителей США, осуществляющими надзор за законодательством в сфере интеллектуальной собственности. В Сенате законопроект S. 2913, также известен как Закон Шона Бентли, поступил от Патрика Лихи, председателя юридического комитета Сената от демократов и Оррина Хэтча, председателя юридического комитета Сената от республиканцев. В целом, проект предлагал те же условия использования произведений, что и H. R. 5439.
Важные отличия законопроекта 2008 года содержались в разделе 3, который вводил понятия базы данных живописных, графических и скульптурных произведений и устанавливал: «Бюро авторского права должно создать и провести сертификацию процесса создания электронных баз данных визуальных произведений. Требования к таким регистраторам должны быть явно определены. Бюро авторского права размещает список сертифицированных регистраторов в интернете».
Законопроект 2008 года допускал ограничения различных форм правовой защиты, например отказ в возмещении убытков или оплате услуг адвоката со стороны пользователя авторской работы. Однако для этого должны были быть выполнены следующие условия:
- пользователь провел тщательный и добросовестный поиск правообладателя;
- при использовании произведения пользователь идентифицировал автора максимально возможным образом;
- если правообладатель объявился и требует прекратить использование произведения, использование прекращается с определенными исключениями в конкретных случаях;
- пользователь действовал добросовестно в поиске и проведении переговоров с правообладателем о выплате разумных роялти за использование;
- роялти за использование выплачивается по принципу «добровольный продавец, добровольный покупатель», если использование произведения носило коммерческий характер и удовлетворяло определенным категориям использования.

В отличие от ранее представленных, законопроект 2008 года включал следующие положения:
- отсрочка даты вступления в силу до 2013 года или даты, к которой будет создано два регистратора;
- оценка системы регистрации авторского права Счётной Палатой США;
- требование к пользователям подавать предварительное уведомление об использовании в Бюро авторского права
- требование отмечать использованные произведениях с недоступным правообладателем специальным символом, который будет создан Биро авторского права;
- позволять суду присуждать дополнительную компенсацию соответствующему пользователю, если работа действительно была зарегистрирована.

15 мая 2008 года юридический комитет проголосовал за передачу законопроекта на рассмотрение Сената после принятия поправок. 26 сентября 2008 года Сенат единогласно принял законопроект. Однако он не прошел в Палате представителей и был отвергнут.

#### Аргумент против законопроекта
Противники законопроекта указывали на его расплывчатость и неэффективность, так как нарушителям авторского права достаточно доказать, что они предприняли «тщательные усилия», чтобы найти владельца авторских прав на произведение. Определение «тщательные усилия» расплывчатое, и не объясняет, что правообладатели должны сделать, чтобы защитить свою работу от этих нарушителей. Также законопроект увеличивает потенциальное число нарушителей, поскольку цена нарушения не слишком велика, и правообладатели должны предпринимать дополнительные меры для защиты свои произведений, чем ранее.

## Попытки сделать произведения доступными
Мичиганский университет возглавляет проект HathiTrust, по которому произведения с недоступным правообладателем, опубликованные с 1923 по 1963, должны стать доступными для сообщества университета. Однако деятельность проекта был приостановлен в сентябре 2011 года в результате иска, поданного против HathiTrust, университета и четырёх других университетов — участников проекта со стороны Гильдии авторов, австралийских и канадских авторских организаций и восьми авторов, потребовавших остановить «воспроизводить, распространение и/или воспроизведение» защищённых авторским правом работ.